# Glickenhaus SCG 007 LMH
Der Glickenhaus SCG 007 LMH ist ein Prototyp, der 2020 für die Scuderia Cameron Glickenhaus entwickelt wurde.

## Entwicklungsgeschichte und Technik
Nach dem Toyota GR010 Hybrid war der SCG 007 LMH der zweite Rennwagen, der für die neue Hypercar-Klasse der FIA-Langstrecken-Weltmeisterschaft entwickelt wurde. Ab der Rennsaison 2021 ersetzten die Le Mans Hypercars die bisherigen LMP1-Prototypen. Das Fahrzeug-Chassis konzipierte und baute das Turiner Unternehmen Podium Advanced Engineering, unter der Leitung des dortigen Ingenieurs und Miteigentümers Luca Ciancetti. Aus Turin kam auch die Fahrzeugelektronik einschließlich Lenkrad. Teameigentümer James Glickenhaus gelang es, erfahrene Rennteams in die Fahrzeugentwicklung einzubeziehen. Im Windkanal des Formel-1-Rennstalls Sauber erhielt der Rennwagen seine aerodynamischen Ausprägungen. Besonders auffällig waren der große Heckflügel und die unterschiedlichen Felgengrößen der Vorder- und Hinterräder, 13,5-Zoll-Räder vorn und 15-Zoll-Räder hinten. Sowohl Techniker als auch Mechaniker von Joest Racing unterstützten Glickenhaus bei der Testarbeit und den folgenden Renneinsätzen.
Den Bau der Antriebseinheit übernahm der französische Motorenbauer Pipo Moteurs. Für die Ingenieure von Pipo Moteurs war es einer der wenigen Rennmotoren für die Rundstrecke. Bisher baute das Unternehmen vor allem Aggregate für den Rallyesport. Erst wollte James Glickenhaus einen V6-Turbomotor von Alfa Romeo im Chassis einbauen lassen; dessen zu geringe Leistung vereitelte das Projekt. Der Pipo-Moteurs-Achtzylinder-Biturbo-Motor hat zwei Vierzylinder-Blöcke, die auf dem Motor des Hyundai i20 Coupe WRC basierten. Im Gegensatz zum Toyota GR010 Hybrid hatte der SCG 007 LMH keinen Hybridantrieb und eine Leistung von 640 Kilowatt (870 PS).

## Renngeschichte

### 2021

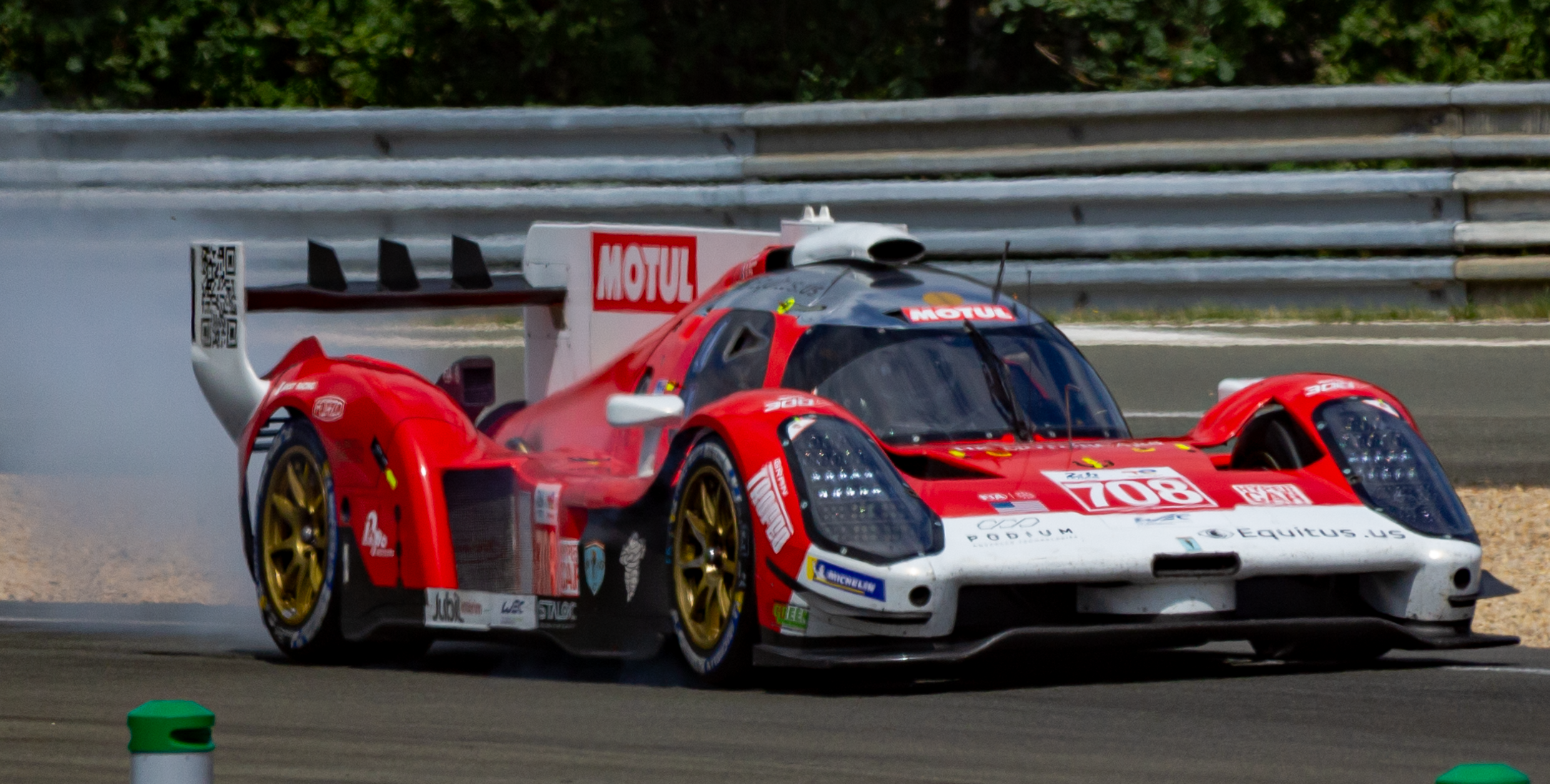
Glickenhaus SCG 007 LMH beim 24-Stunden-Rennen von Le Mans 2022...

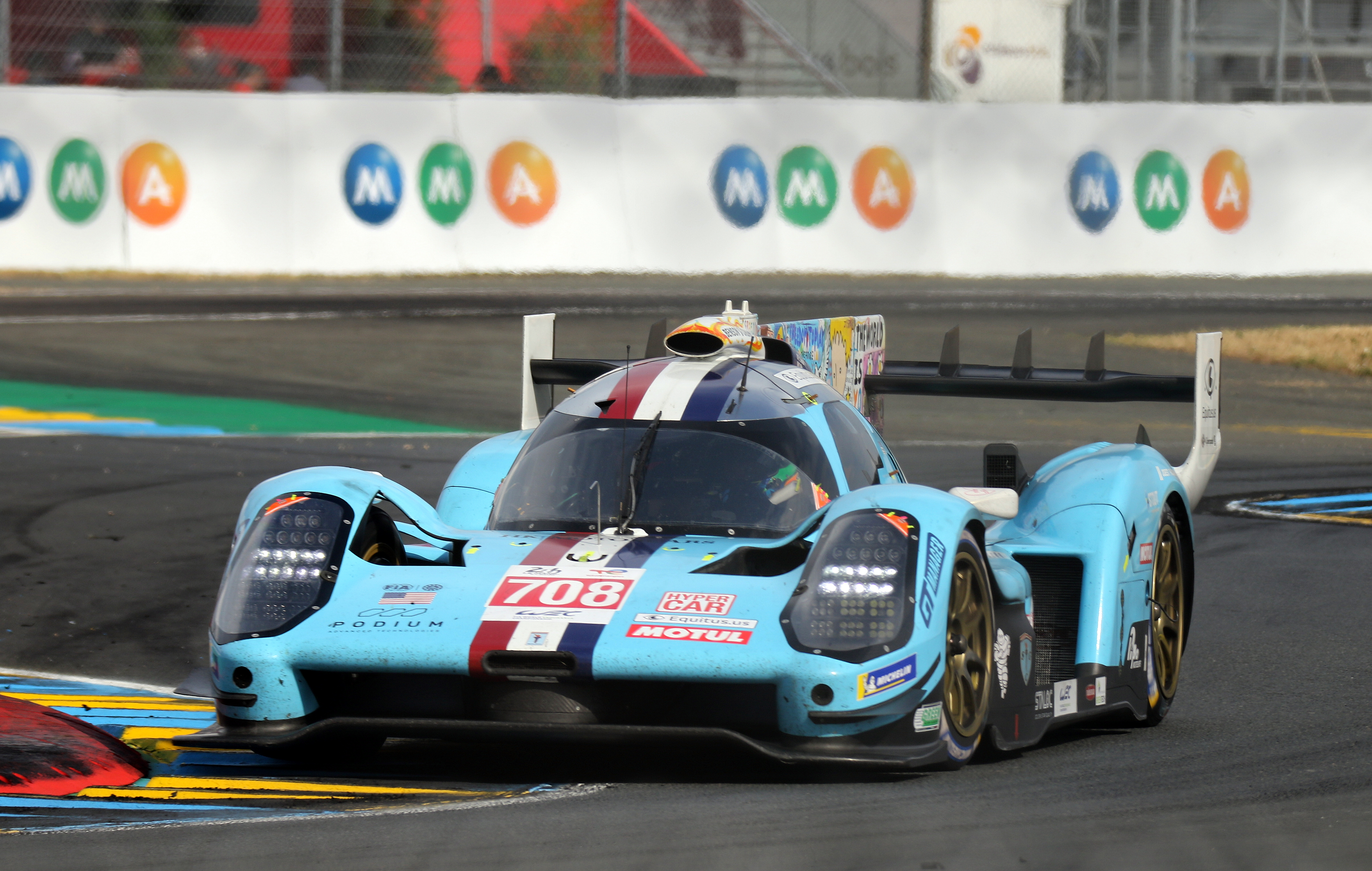
...und bei der Ausgabe 2023

Sein Renndebüt gab der SCG 007 LMH beim  8-Stunden-Rennen von Portimão, gefahren von Ryan Briscoe, Romain Dumas und Richard Westbrook. Zu Beginn des Rennens lag der Wagen mitten im Feld der LMP2-Fahrzeuge. Als Ryan Briscoe beim Überrunden eine Kollision mit einem Ferrari 488 GTE hatte und sich dabei drehte, hatte er bereits eine komplette Rennrunde auf die führenden Toyota verloren. In der Folge musste der Wagen mehrmals wegen technischer Probleme die Boxen ansteuern und klassierte sich am Rennende mit einem Rückstand von 54 Runden auf den Toyota von Sébastien Buemi, Kazuki Nakajima und Brendon Hartley an der 30. Stelle der Gesamtwertung.
Beim folgenden 6-Stunden-Rennen von Monza kam auch das zweite Chassis zum Einsatz. Am Autodromo Nazionale di Monza lauteten die Fahrertrios Luís Felipe Derani, Gustavo Menezes und Olivier Pla im Fahrzeug mit der Nummer 708 sowie Romain Dumas, Franck Mailleux und Richard Westbrook in der 709. Diesmal konnten die beiden Wagen lange das Tempo der beiden Toyota und des Alpine mitfahren. Romain Dumas lag sogar kurzzeitig in Führung. Allerdings litten beide SCG an stark überhitzten Bremsen, die einige ungeplante Boxenstopps verursachten. Der Wagen mit der Nummer 709 platzierte sich mit vier Runden Rückstand auf den Toyota von Mike Conway, Kamui Kobayashi und José María López an der vierten Stelle der Endwertung. Das Fahrzeug mit der Nummer 708 fiel aus.
Beim 24-Stunden-Rennen von Le Mans erwies sich die Entscheidung von James Glickenhaus als richtig, mit namhaften Unternehmen und Personen aus der Motorsportwelt zusammenzuarbeiten. Ohne technische Probleme kamen beide Rennwagen ins Ziel und belegten den vierten und fünften Rang im Schlussklassement.

### 2022
Das 1000-Meilen-Rennen von Sebring, das erste Saisonrennen, endete mit der ersten Podiumsplatzierung für den SCG 007 LMH, als Olivier Pla, Romain Dumas und Ryan Briscoe den dritten Rang im Gesamtklassement erreichten. Auch beim 24-Stunden-Rennen von Le Mans gelang dem Team eine Podiumsplatzierung. Hinter den beiden Toyota GR010 Hybrid kamen Ryan Briscoe, Richard Westbrook und Franck Mailleux als Gesamtdritte ins Ziel. Einem Sieg am nächsten kam Glickenhaus beim 6-Stunden-Rennen von Monza, wo, begünstigt durch die Balance of Performance, der Wagen mit der Nummer 708 schon einen Vorsprung von 40 Sekunden hatte, ehe in ein Schaden am Turbolader zur Aufgabe zwang.

### 2023
Wenig erfolgreich verlief der Saisonstart 2023. Nach nur 62 gefahrenen Runden beendete ein Kurzschluss in der Elektronik den Einsatz des Wagens mit der Nummer 708 beim 1000-Meilen-Rennen von Sebring. Beim 24-Stunden-Rennen von Le Mans kamen beide Fahrzeuge ins Ziel und erreichten den sechsten und siebten Gesamtrang. Seinen letzten Einsatz hatte der SCG 007 LMH beim 6-Stunden-Rennen von Monza, da Glickenhaus mit dem Ablauf der Saison seine Rennaktivitäten in der Langstrecken-Weltmeisterschaft einstellte.

## Statistik

### Einzelergebnisse in der FIA-Langstrecken-Weltmeisterschaft
| Saison | Team               | Startnummer | Fahrer                                                                  | 1   | 2   | 3   | 4   | 5   | 6   | 7   |
| ------ | ------------------ | ----------- | ----------------------------------------------------------------------- | --- | --- | --- | --- | --- | --- | --- |
| 2021   | Glickenhaus Racing | 708         | Luís Felipe Derani Gustavo Menezes Olivier Pla Franck Mailleux          | SPA | POR | MON | LEM | BAH | BAH |     |
| 2021   | Glickenhaus Racing | 708         | Luís Felipe Derani Gustavo Menezes Olivier Pla Franck Mailleux          |     |     | DNF | 4   |     |     |     |
| 2021   | Glickenhaus Racing | 709         | Ryan Briscoe Romain Dumas Richard Westbrook Franck Mailleux             | SPA | POR | MON | LEM | BAH | BAH |     |
| 2021   | Glickenhaus Racing | 709         | Ryan Briscoe Romain Dumas Richard Westbrook Franck Mailleux             |     | 30  | 4   | 5   |     |     |     |
| 2022   | Glickenhaus Racing | 708         | Olivier Pla Romain Dumas Ryan Briscoe Luís Felipe Derani                | SEB | SPA | LEM | MON | FUJ | BAH |     |
| 2022   | Glickenhaus Racing | 708         | Olivier Pla Romain Dumas Ryan Briscoe Luís Felipe Derani                | 3   | 9   | 4   | DNF |     |     |     |
| 2022   | Glickenhaus Racing | 709         | Ryan Briscoe Richard Westbrook Franck Mailleux                          | SEB | SPA | LEM | MON | FUJ | BAH |     |
| 2022   | Glickenhaus Racing | 709         | Ryan Briscoe Richard Westbrook Franck Mailleux                          | 3   |     |     |     |     |     |     |
| 2023   | Glickenhaus Racing | 708         | Ryan Briscoe Romain Dumas Olivier Pla Franck Mailleux Nathanaël Berthon | SEB | POR | SPA | LEM | MON | FUJ | BAH |
| 2023   | Glickenhaus Racing | 708         | Ryan Briscoe Romain Dumas Olivier Pla Franck Mailleux Nathanaël Berthon | DNF | 8   | 13  | 6   | 8   |     |     |
| 2023   | Glickenhaus Racing | 709         | Franck Mailleux Nathanaël Berthon Esteban Gutiérrez                     | SEB | POR | SPA | LEM | MON | FUJ | BAH |
| 2023   | Glickenhaus Racing | 709         | Franck Mailleux Nathanaël Berthon Esteban Gutiérrez                     | 7   |     |     |     |     |     |     |